# Leucophora brevifrons
Leucophora brevifrons är en tvåvingeart som först beskrevs av Stein 1916.  Leucophora brevifrons ingår i släktet Leucophora och familjen blomsterflugor. Inga underarter finns listade i Catalogue of Life.